# Mariä Heimsuchung (Euernbach)

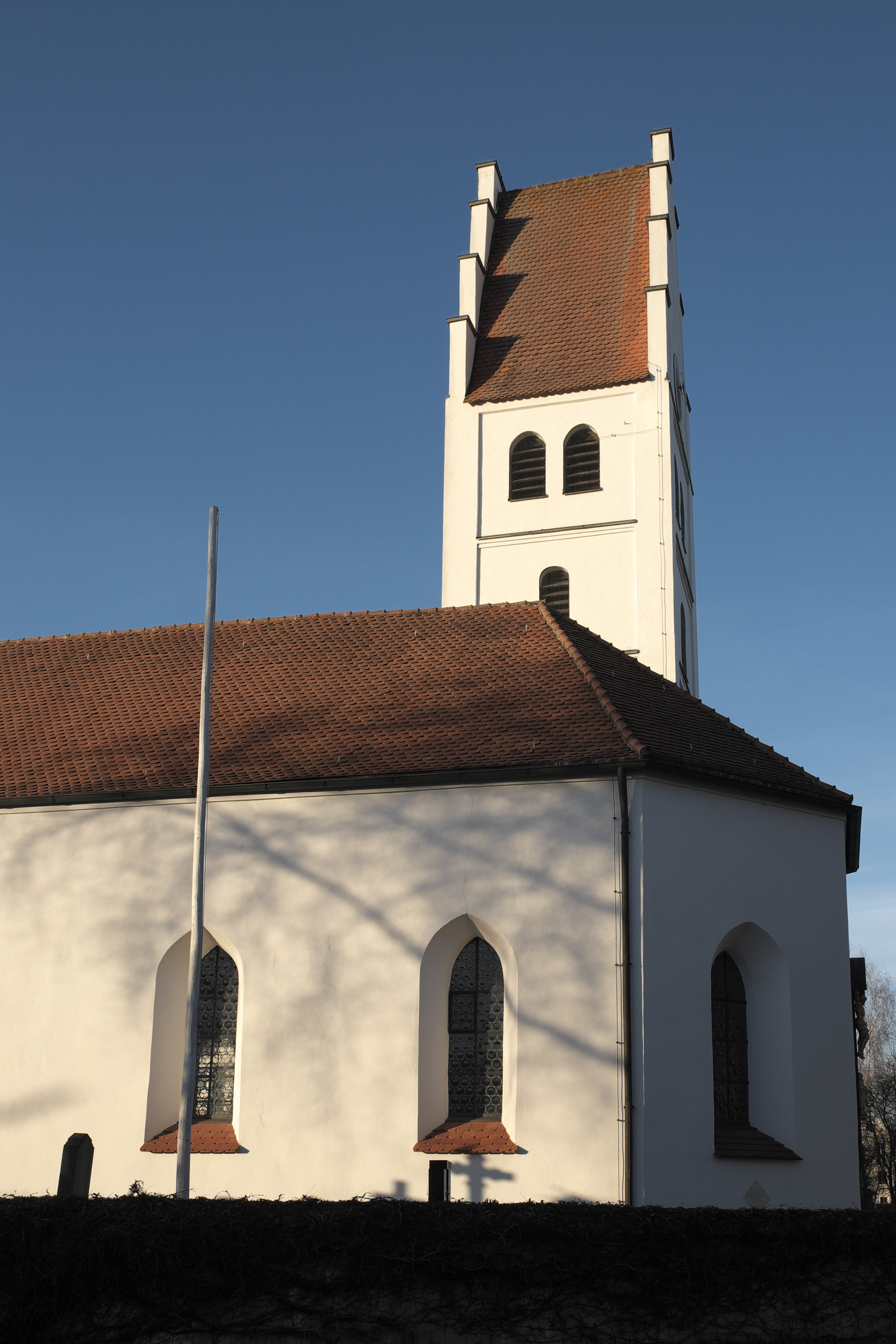
Kirche Mariä Heimsuchung in Euernbach

Die katholische Pfarrkirche Mariä Heimsuchung in Euernbach, einem Ortsteil der Gemeinde Scheyern im oberbayerischen Landkreis Pfaffenhofen an der Ilm, wurde um 1430 errichtet. Die spätgotische Kirche an der Pfaffenhofener Straße 14 ist ein geschütztes Baudenkmal.

## Beschreibung
Die verputzte Saalkirche mit polygonalem Chorschluss und nördlichem Chorflankenturm mit getrepptem Giebel wurde um 1500 erweitert. Das Langhaus und der Chor besitzen ein Netzgewölbe. Die Nordseite des Langhauses ist durch bogig verbundene Wandpfeiler gegliedert.

## Ausstattung
Im neugotischen Altar stehen Schnitzfiguren vom Anfang des 16. Jahrhunderts: Muttergottes, heiliger Wolfgang, heilige Barbara und heilige Katharina. Das Relief am Volksaltar (um 1600) stellt die Flucht nach Ägypten dar. Im Vorzeichen befindet sich eine Ölberggruppe, die um 1600 datiert wird.